# Palace Hotel (San Francisco)
The Palace Hotel es un hotel histórico emblemático en San Francisco, California, ubicado en la esquina suroeste de las calles Market y New Montgomery. También se conoce como el "nuevo" Palace Hotel para distinguirlo del Palace Hotel original de 1875, que fue demolido después de ser destruido por el incendio provocado por el terremoto de San Francisco de 1906.
La estructura actual se inauguró el 19 de diciembre de 1909, en el mismo sitio que su predecesor. Estuvo cerrado desde enero de 1989 hasta abril de 1991 para someterse a una renovación de dos años y una adaptación sísmica. Ocupando la mayor parte de una cuadra de la ciudad, el edificio principal de nueve pisos del hotel, ahora con más de un siglo de antigüedad, se encuentra inmediatamente adyacente a la estación BART Montgomery Street y al edificio Monadnock, y al otro lado de Market Street de Lotta's Fountain . 
Es miembro de Historic Hotels of America, el programa oficial del National Trust for Historic Preservation.

## El Palace Hotel original (1875-1906)

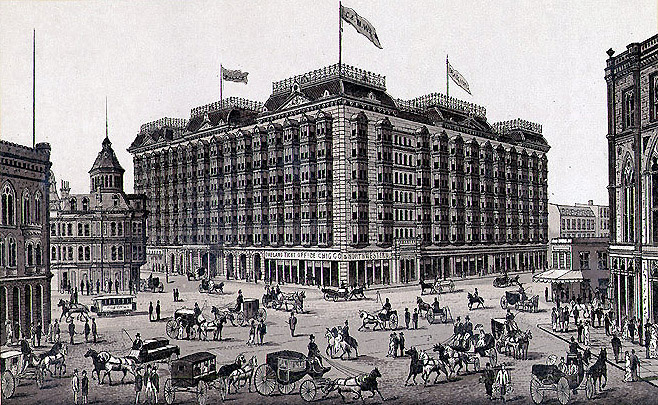
El hotel palacio de 1875

El Palace Hotel original fue construido por el banquero y empresario de San Francisco William Chapman Ralston, quien dependía en gran medida de su tambaleante imperio bancario para ayudar a financiar el proyecto de $5 millones. Aunque el Banco de California de Ralston se derrumbó a finales de agosto de 1875, y el propio Ralston se ahogó en la Bahía de San Francisco el mismo día que perdió el control de la institución, no interfirió con la apertura del Palace Hotel dos meses después, el 2 de octubre de 1875. . El socio comercial de Ralston en el proyecto era el senador estadounidense William Sharon, quien había ayudado a provocar el colapso del banco cuando se deshizo de sus acciones en Comstock Lode . Sharon terminó con el control total del hotel, así como de las deudas del banco y de Ralston, las cuales pagó en solo centavos por dólar.
Con 755 habitaciones, el Palace Hotel original (también conocido coloquialmente como "Bonanza Inn") era en el momento de su construcción el hotel más grande del oeste de los Estados Unidos. A 120 pies (36,6 m) de altura, el hotel fue el edificio más alto de San Francisco durante más de una década. El centro abierto con tragaluces del edificio presentaba un Gran Patio dominado por siete pisos de balcones con columnas blancas que servían como una elegante entrada para carruajes. Poco después de 1900, esta área se convirtió en un salón llamado "Palm Court". El primer chef fue Jules Harder y el cantinero, William "Cocktail" Boothby, fue un fijo en el hotel durante algunos años. El hotel contaba con grandes ascensores hidráulicos con paneles de madera roja que se conocían como "habitaciones ascendentes". Cada habitación o suite estaba equipada con un baño privado, así como con un botón de llamada eléctrico para llamar a un miembro del personal del hotel. Todas las habitaciones se podían unir para crear suites o formar grandes apartamentos para residentes a largo plazo, y el salón de cada habitación tenía un gran ventanal con vista a la calle.
El 25 de noviembre de 1890, Mōʻī (Rey) David Kalakaua visitó California a bordo del USS Charleston con negocios entre el Reino de Hawái y el Gobierno de los Estados Unidos. Kalakaua, cuya salud había empeorado, se alojó en una suite del Palace Hotel. Viajando por todo México y el sur de California y, según los informes, bebiendo en exceso, la monarca sufrió un derrame cerebral en Santa Bárbara y fue trasladada de urgencia a San Francisco. Kalakaua entró en coma en su suite el 18 de enero y murió dos días después, el 20 de enero de 1891. La causa oficial de muerte enumerada por los oficiales de la Marina de los EE. UU. fue que el rey había muerto a causa de la enfermedad de Bright (inflamación de los riñones).
Financiado principalmente por el cofundador de Bank of California, William Ralston, ofrecía muchas comodidades modernas e innovadoras, incluido un sistema de intercomunicación y cuatro ascensores hidráulicos de gran tamaño llamados salas de elevación. La característica más notable del hotel era el Gran Patio que servía como área de entrada para carruajes tirados por carruaje. El área se convirtió en el "Garden Court" lleno de palmeras unos años antes del terremoto de 1906.

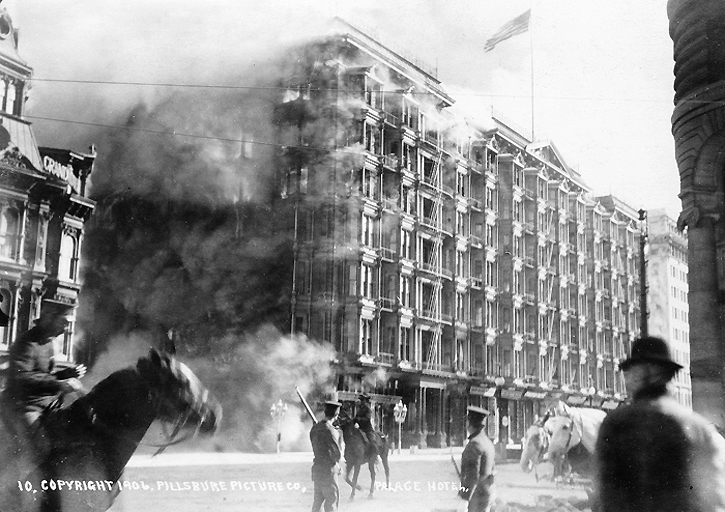
incendio de 1906

"¡Un verdadero palacio! ¿Dónde encontraremos su igual? ¡Hotel Windsor, adiós! debe ceder la palma a su gran rival occidental, en lo que respecta a la estructura, aunque en todos los demás aspectos puede conservar el primer lugar. No hay otro edificio hotelero en el mundo igual a este. La corte del Grand de París es pobre comparada con la del Palacio. Su efecto general de noche, cuando está brillantemente iluminado, es soberbio; sus muebles, habitaciones y accesorios están bien, pero luego te dice que fue construido para "azotar a toda la creación", y los millones de su afortunado propietario le permitieron triunfar"., Andrew Carnegie, Round the World. Las visitas guiadas gratuitas al hotel están a cargo de voluntarios de San Francisco City Guides, un programa de la Biblioteca Pública de San Francisco.
Aunque el hotel sobrevivió al daño inicial del terremoto de San Francisco del 18 de abril de 1906 temprano en la mañana, al final de la tarde había sido consumido por los incendios posteriores. Cabe destacar que el tenor Enrico Caruso (que había interpretado el papel de Don José en Carmen la noche anterior) se alojaba en el hotel en el momento del sismo y juró no volver nunca más a la ciudad. La leyenda urbana es Caruso, "se paró en camisón sosteniendo una fotografía autografiada personalmente del presidente Theodore Roosevelt y exigió un trato especial".

## El Palace Hotel "bebé" (1906-1907)

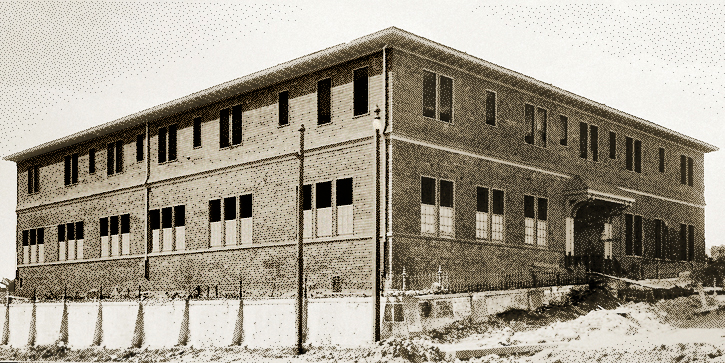
El Hotel Palacio "Bebé"

Mientras se demolían las ruinas del hotel original y se construía su reemplazo permanente, rápidamente se diseñó y construyó una instalación temporal de 23 habitaciones conocida como "Little" o "Baby" Palace Hotel a unas ocho cuadras al oeste del sitio de Market Street en el Esquina noroeste de las calles Post y Leavenworth. Una modesta estructura de dos pisos, el Palacio "Baby" se inauguró con bombos y platillos el 17 de noviembre de 1906, solo siete meses después de que el terremoto y el fuego devastaran la ciudad.
Sin embargo, el hotel solo permaneció abierto al público hasta julio de 1907, cuando Palace Hotel Company arrendó el cercano Fairmont Hotel en Nob Hill durante diez años y, a su vez, arrendó el edificio de Post Street a The Olympic Club durante cinco años como una casa club temporal. mientras que las instalaciones de esa organización también estaban siendo reconstruidas. Una década después de su construcción, el edificio ya había sido reemplazado por un bloque de apartamentos de ladrillo de cuatro pisos construido en 1916, que todavía ocupa gran parte del lote de la esquina noroeste en las calles Post y Leavenworth, donde estuvo brevemente el "Baby" Palace Hotel.

## El "nuevo" Palace Hotel (inaugurado en 1909)

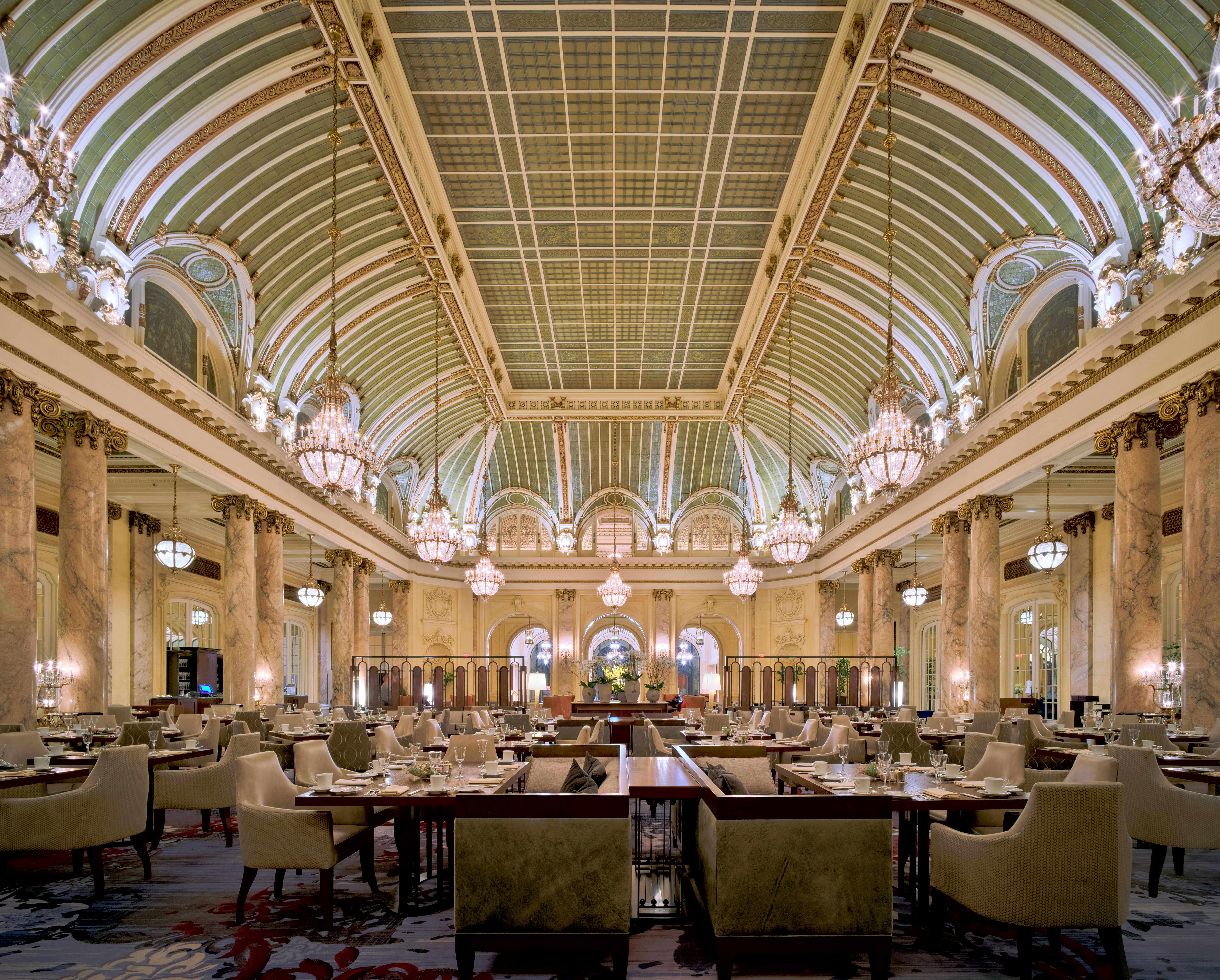
El restaurante Garden Court, también conocido como "Palm Court"

Completamente reconstruido desde cero, el "Nuevo" Palace Hotel abrió sus puertas el 19 de diciembre de 1909 y rápidamente reanudó el papel de su predecesor homónimo como un hito importante de San Francisco, así como sede de muchos de los grandes eventos de la ciudad. Aunque por fuera es mucho más sencillo que el Palace original, el nuevo "Bonanza Inn" es en muchos sentidos tan elegante, suntuoso y elegante por dentro como el edificio de 1875. El Garden Court"]] (también llamado "Palm Court, que ocupa la misma área que el Grand Court en la estructura anterior, ha sido uno de los comedores de hotel más prestigiosos de San Francisco desde el día de su apertura.
Igualmente famoso fue el bar "Pied Piper" ubicado justo al lado del reluciente vestíbulo de mármol pulido, que estaba dominado por Maxfield Parrish de 16 por 6 pies (4,9 por 1,8 m), 250 libras (113,4 kg) pintura del mismo nombre.
La Sala Ralston, llamada así por el cofundador William Ralston, está junto al vestíbulo principal, a la izquierda de la pintura.

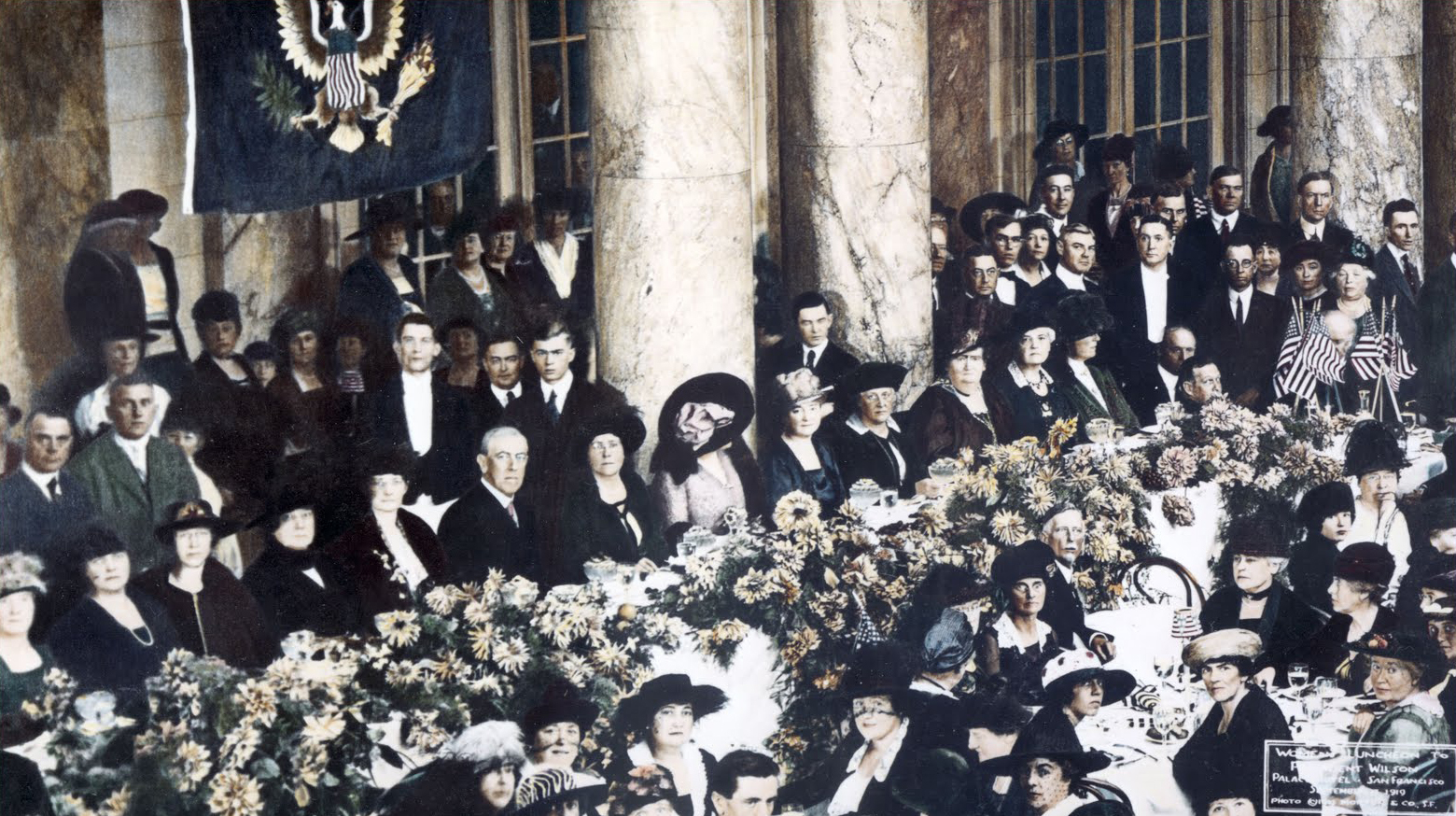
El presidente Woodrow Wilson organiza un almuerzo para apoyar el Tratado de Versalles en el Garden Court del Palace Hotel en 1919

Sirvió de escenario para varios eventos importantes. En 1919, Woodrow Wilson pronunció discursos en el Garden Court en apoyo del Tratado de Versalles y la Sociedad de Naciones . En 1923, el mandato de Warren G. Harding como presidente terminó repentinamente cuando murió en el Palace Hotel, en la habitación 8064, una suite del octavo piso con vista a Market Street. En 1945 acogió un banquete para marcar la sesión de apertura de las Naciones Unidas.
Fue vendido a los Hoteles Sheraton en 1954 y se convirtió en el Hotel Sheraton-Palace. El primer ministro soviético Nikita Khrushchev habló en un banquete en el Sheraton-Palace durante su gira por Estados Unidos en 1959. El Garden Court fue declarado Hito de San Francisco en 1969. En 1973, poco después de que ITT comprara Sheraton, vendió el Palace al grupo japonés Kyo-Ya, junto con todos sus hoteles en las islas hawaianas. Sheraton continuó administrando el hotel y el nombre se mantuvo igual. Toda la estructura del Sheraton-Palace fue declarada monumento en 1984.
Cerró el 8 de enero de 1989 para una restauración de 150 millones de dólares que atrajo la atención de los medios nacionales y numerosos premios. Reabrió el 3 de abril de 1991 como Sheraton Palace Hotel, sin el guion en su nombre. El Sheraton Palace se colocó en la división The Luxury Collection de ITT Sheraton cuando se fundó en 1992. El hotel abandonó el nombre de Sheraton en 1995, convirtiéndose nuevamente en Palace Hotel. En 1997, el final de la película de David Fincher The Game, protagonizada por Michael Douglas, se rodó en el Garden Court del hotel.
En el 2006 se propuso la adición de una torre residencial de 60 metros, que sería nombrada Palace Hotel Residential Tower, diseñada por la firma de arquitectura Skidmore, Owings & Merrill. La construcción nunca comenzó, debido a la crisis financiera mundial que golpeó en 2008.
Sus propietarios retiraron de manera controvertida el famoso mural Pied Piper el 23 de marzo de 2013 para venderlo en una subasta planificada en Christie's. Se anticipó que la pintura podría venderse por hasta $ 5 millones. Sin embargo, a la luz de la fuerte oposición pública a la eliminación de la pintura, los propietarios del hotel cedieron y, en cambio, la limpiaron, restauraron y devolvieron al bar donde se volvió a colgar con fanfarria considerable el 22 de agosto de 2013.
En 2015, el hotel se sometió a una extensa renovación diseñada por Beatrice Girelli de Indidesign en sus habitaciones, piscina cubierta y gimnasio, vestíbulo, paseo marítimo y The Garden Court, y también pasó a formar parte de la cadena Marriott cuando Marriott adquirió Starwood . En 2016, el Palace fue nombrado Mejor Hotel Histórico en la categoría de más de 400 habitaciones por Historic Hotels of America, una iniciativa del National Trust for Historic Preservation de EE. UU.

## En la literatura y la cultura popular
- El último capítulo de la tercera parte de la historia principal de la novela de 2007 La hija del sepulturero de la escritora estadounidense Joyce Carol Oates tiene lugar en el Palace Hotel.
- En Time of Fog and Fire del escritor Rhys Bowen, la protagonista, Molly Murphy Sullivan, viaja a San Francisco y se hospeda en el Palace Hotel mientras busca a su esposo desaparecido, días antes del terremoto de 1906, y describe las consecuencias de la destrucción y el caos de la ciudad.
- La foto de portada del álbum Nicolette Larson de 1978 muestra a la cantante en el restaurante Garden Court del hotel.

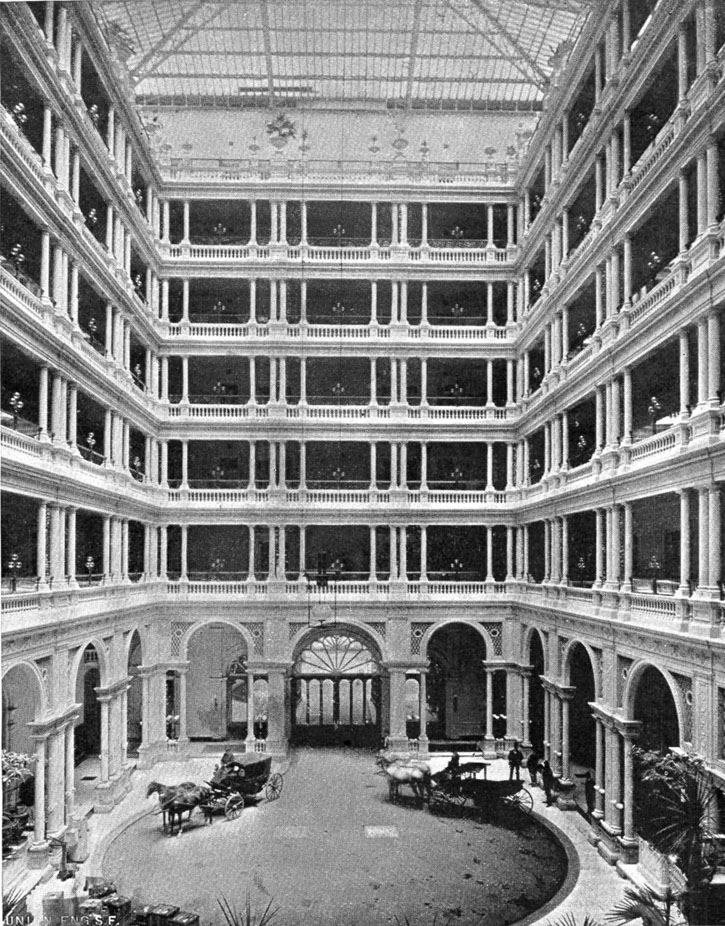
El "Gran Patio" del Palace Hotel original c.1895
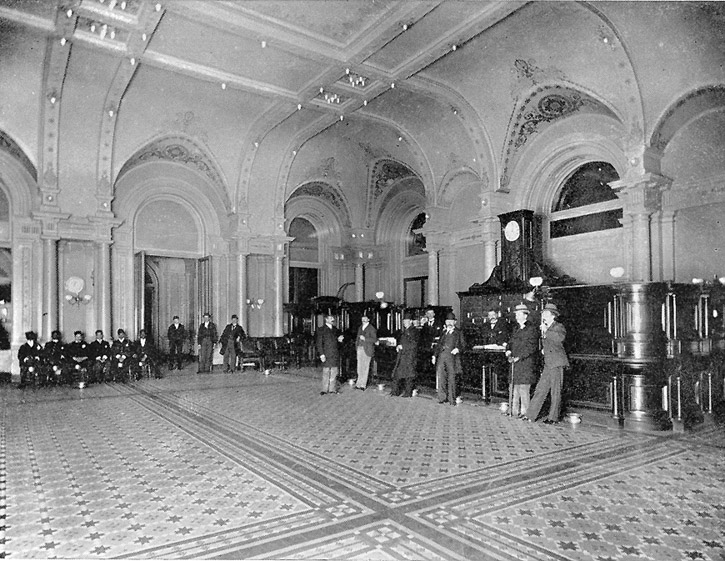
El mostrador de recepción del Palace Hotel original c.1895
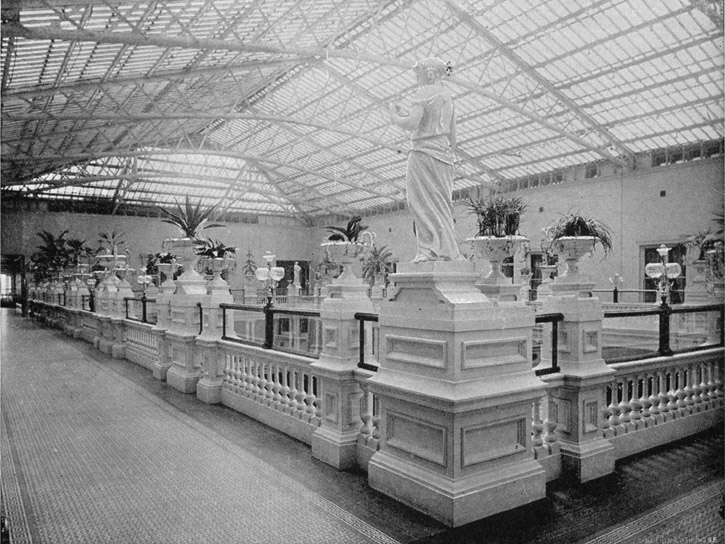
El "Piso del Conservatorio" (séptimo piso) del Palace Hotel original c.1895
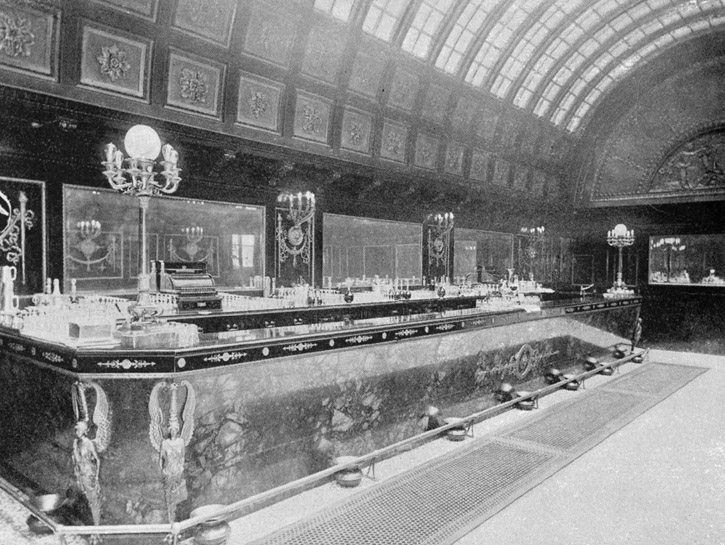
El bar del Palace Hotel original c.1895
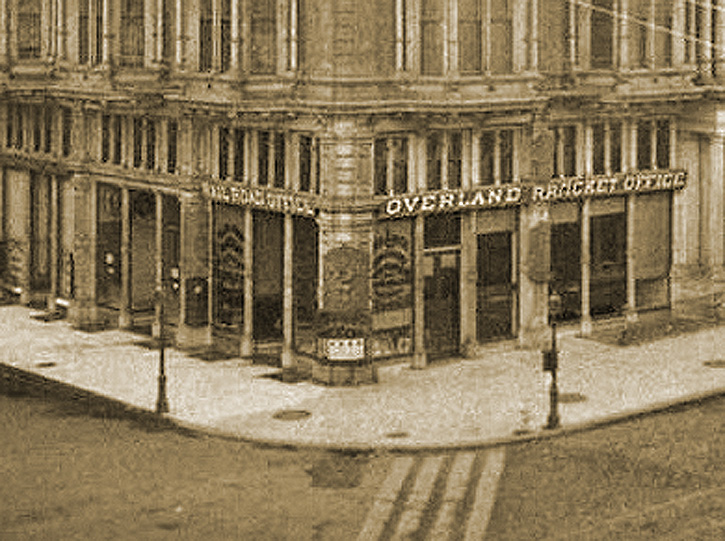
La taquilla del "Overland Railroad" en el Palace Hotel, c.1890
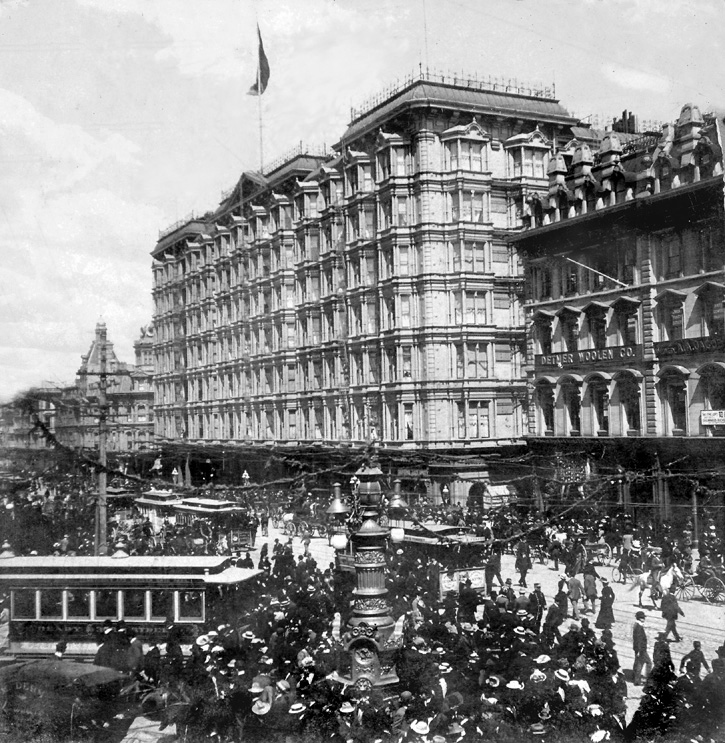
El presidente William McKinley visita el Palace Hotel original 1901
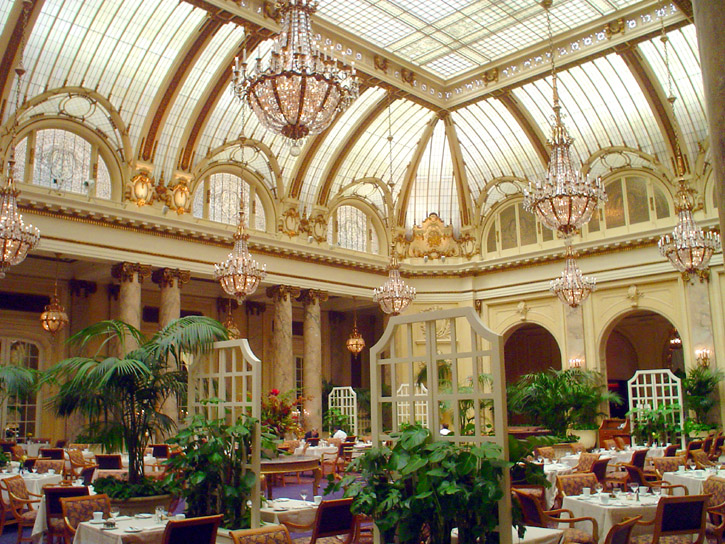
El Garden Court en el nuevo Palace Hotel
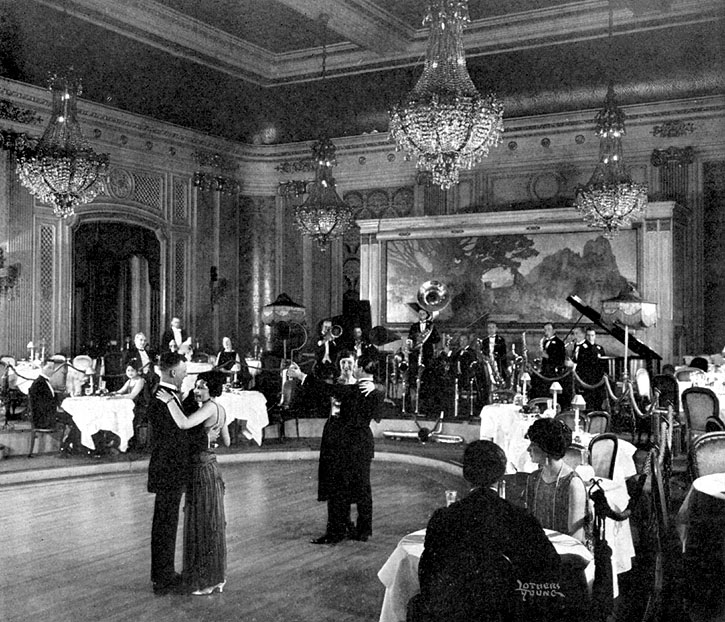
El salón de baile del nuevo Palace Hotel (1920)
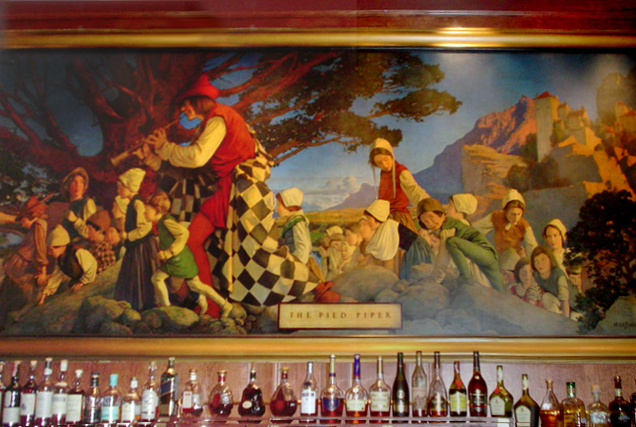
El mural "Pied Piper" de Maxfield Parrish en el "Pied Piper Bar" en el nuevo Palace Hotel